# Vega de Malacate
Vega de Malacate är en ort i Mexiko.   Den ligger i kommunen Tapachula och delstaten Chiapas, i den sydöstra delen av landet, 900 km sydost om huvudstaden Mexico City. Vega de Malacate ligger 1 513 meter över havet och antalet invånare är 243.
Terrängen runt Vega de Malacate är bergig österut, men västerut är den kuperad. Vega de Malacate ligger nere i en dal. Runt Vega de Malacate är det ganska tätbefolkat, med 172 invånare per kvadratkilometer. Närmaste större samhälle är Santo Domíngo, 19,9 km söder om Vega de Malacate. I omgivningarna runt Vega de Malacate växer i huvudsak städsegrön lövskog.